# Shōbara, Hiroshima
Shōbara (庄原市 (Trang Nguyên thị) Shōbara-shi) là một thành phố thuộc tỉnh Hiroshima, Nhật Bản.